# Læk
Læk (tysk: Leck nordfrisisk: Leek) er en by og kommune i det nordvestlige Sydslesvig. Administrativt hører kommunen under Nordfrislands kreds i den nordtyske delstat Slesvig-Holsten. I kirkelig henseende hører Læk under Læk Sogn. Sognet lå i Kær Herred (Tønder Amt, Sønderjylland), da området tilhørte Danmark.

## Geografi
Læk er beliggende cirka 20 km syd for Tønder og 30 km vest for Flensborg på den sydslesvigske gest. Vest for byen strækker sig det nordfrisiske marskområde. Til kommunen hører også bebyggelser Højholm (Hyholm), Kokkedal (Kokkedahl), Kjølsmark (Karlsmark), Lækeng (Leckeng), Rønned (på dansk også: Ryndel, på tysk Ründel) og Smørholm (Schmörholm) samt landsbyerne Klintum (nordfrisisk Klöntem) og Øster Snattebøl (tysk Osterschnatebüll og nordfrisisk Ååster Snootebel).

## Historie
Læk blev første gang nævnt i Valdemars Jordebog i 1231 som Lecky. Stednavnet Læk er med stor sandsynlighed af samme rod som læk (→utæt) og lække (→dryppe), afledt af oldnordisk leka (sml. lukke, oldn. lúka), og betyder måske byen ved det rindende vand. Kjolsmark (også Kørlsmark, skrevet Keruelsmark i Slesvigbispens jordebog 1462) kan være afledt af planten Kørvel eller af det irsk-keltiske personnavn Kiarval (Kjarval).
Læk var i middelalderen patrimonium, det vil sige arvegods, skyldsat til 12 mark guld. I 1326 måtte den unge og umyndige hertug Valdemar Eriksen give afkald på en række indtægter, blandt andet overdrog han 26 pund sterling af fogderiet i Læk, som formodes at have omfattet Kær Herred, til grev Henrik af Schwerin. Byen var i middelalderen, da Bøking og Viding Herreder endnu bestod af enkelte øer, en havneby (købing), med forbindelser til de nordfrisiske øer og halliger vestpå. I 1400-tallet sandede havnen til og byen mistede dermed sin betydning som handelsby. I dag ligger Nordsøen cirka 20 kilometer længere mod vest.
Byen var derudover hovedbyen i Kær Herred, der udgjorde den sydlige del af Tønder Len, og et vigtig markedssted for for hele herredet. Overfor byen på Læk Åens sydlige bred lå den forhenværende slot Lækhus (på tysk Leckhuus). Arkæologiske fund daterer borgen tilbage til 1000-tallet. Lækhus tjente formentlig som sæde for en kongelig foged, som havde til opgave at overvåge studehandelen på hærvejens vestlige gren, der forløb fra Ribe og Tønder via Læk og Husum til Wedel nær Hamborg. Endnu i 1578 krævede Sonke Petersen ifølge amtsregistret 12 mark fra Le Huus.
Byens kampestenskirke er fra 1200-tallet med kirketårn i mursten. og blev senest restaureret i 1875. Kirkens tofløjede alter blev skabt af den tysk-danske billedhugger Claus Berg.
Ved delingen af hertugdømmerne i 1544 hørte Læk til de områder, der tilfaldt hertug Hans den Ældre. Efter hans død kom Læk under de hertugelige besiddelser. I 1689 blev stedet af den daværende hertug Christian Albrecht tildelt ret til at afholde marked. Håndværks- og handelsvirksomhederne blev mere talrige og forskellige.
I 1720 kom byen atter under Kronen. Læk by lå i den danske tid i Læk Sogn i Kær Herred, og den var i 1864 udviklet til en flækkelignende bebyggelse og omfattede blandt andet "Kirke, Præstegaarde, 1 Skole, 1 Apothek, Postexpedition, Fattighuus, 12 Kroer, Vindmøller, Ølbryggeri, Brændeviinsbrænderi, Farveri, alleslags Haandværkere, i Byen boer Herredsfogden og Thingskriveren samt 2 Læger og 2 Advocater; Byen har en Sparekasse; Markeder holdes i 3 Dage i Begyndelsen af October og Mandagen før Christi Himmelfartsdag med Kram, Kvæg og Trævarer, og desuden er der hver Tirsdag i hele Efteraars- og Foraarstiden Heste- og Kvægmarked".
Den tidligere banestrækning mellem Flensborg og Nibøl via Læk blev nedlagt i 1981, da det var blevet urentabelt at drive strækningen. Læk Kommune tilhører siden 2008 det nyoprettede amt Sydtønder.

## Politik
Læk kommunalbestyrelse (Gemeindevertretung) består af 19 medlemmer. Ved seneste kommunalvalg i maj 2023 vandt byens lokalliste UWL 27,2 % af stemmerne og 5 mandater, CDU 23,9 % og 5 mandater, SSW 22,0 % og 4 mandater, SPD 20,0 % og 4 mandater og AfD 6,9 % og 1 mandat. Valgdeltagelse i Læk by lå på 44.6 %.

## Seværdigheder m.m.
På byens torv og i Bjerggade kan endnu ses huse fra 1600-tallet.
I byen findes også dansk-sydslesvigske foreninger samt en dansk skole. Læk danske kirke, hvor en nybygget fritstående klokkestabel blev indviet i 2002, ligger i Østergade. Ved udkanten af byen ligger Nordsøakademiet (Nordsee Akademie), der drives af en tysksindet grænseforening. Byens største arbejdsgiver er industritrykkeriet Clausen & Bosse med cirka 600 ansatte. Læk er derudover garnisonsby med stationeret rekognosceringsfly.

## Billeder
- Kulturhuset Leck-Huus (≈Læk Hus)
- Nordsee-Akademie (≈Nordsøakademiet)
- Det tidligere rådhus